# Cloquera (comportamiento)

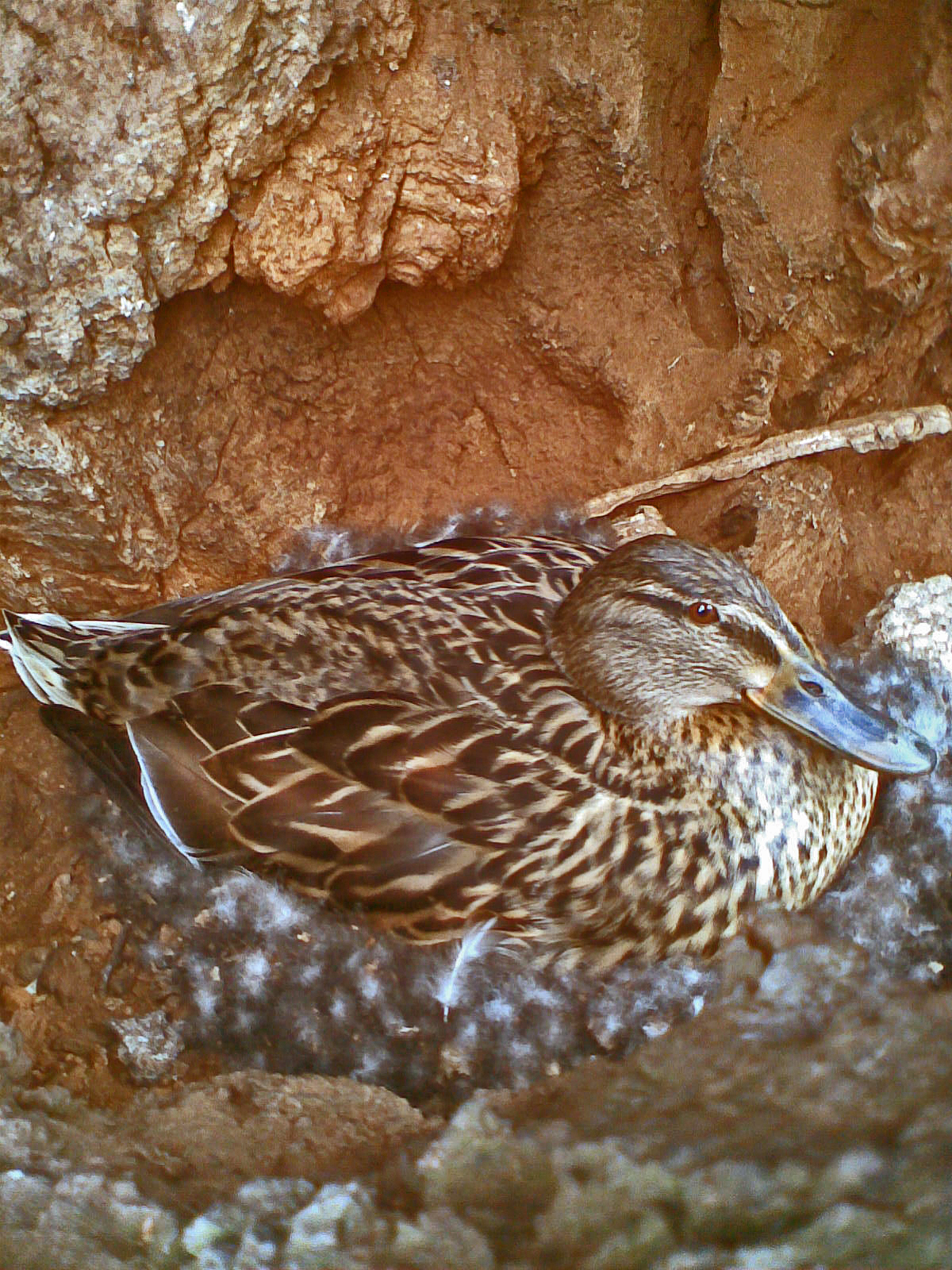
Pato de Rouen hembra incubando sus huevos

La cloquera o cloquez es un estado fisiológico normal en el que las hembras de aves dejan de poner huevos y se concentran en su incubación una vez que han completado la nidada.

## Comportamiento en la naturaleza
En la naturaleza la incubación de los huevos constituye una fase normal e indispensable en el proceso de la reproducción, y en muchas familias de aves como en las colúmbidas los huevos son incubados tanto por las hembras como por los machos. Un escaso número de grupos de aves atípicos y parásitos de nidos como las Passeriformes del género Molothrus hacen que otras especies de aves incuben sus huevos, lo que se conoce como parasitismo de puesta. Los pavos de matorral australianos Alectura lathami (Megapodiidae) no incuban los huevos colocándose sobre ellos, sino que los disponen en pilas al calor de la materia vegetal en descomposición. Los chorlitos de la especie Dromas ardeola (Dromadidae), de regiones cálidas, hacen que los huevos se incuben con el calor del sol. En los falaropos (Scolopacidae) son los machos y no las hembras los que incuban. Salvo estos casos excepcionales, la cloquera es indispensable para la conservación de la especie.

## Efectos de la domesticación
Con la domesticación ha sido más provechoso incubar los huevos artificialmente y así mantener las gallinas en plena postura. Ello ha dado origen a que en muchas razas de gallinas actuales la cloquera se haya reducido por la selección hasta alcanzar niveles muy bajos. Los criadores de gallinas de las razas comerciales actuales no ven la cloquera tanto como un proceso fisiológico normal sino más bien como una anormalidad que perturba la producción.
A las gallinas cluecas se las reconoce porque permanecen sentadas sobre los huevos y protestan y pican a quienes traten de impedirlo. Pierden el apetito, mantienen erizado su plumaje en forma amenazadora y emiten el sonido característico "cloc, cloc, cloc".
Algunas condiciones ambientales estimulan la aparición de la cloquera. En las razas de pollos de carne el tiempo caluroso aumenta la tendencia a la cloquera. Dejar que los huevos se acumulen en algún lugar relativamente oscuro y cerca del suelo es la mejor invitación para que las gallinas se vuelvan cluecas. Vale también colocar huevos artificiales en el nido. Si se mantienen las gallinas en lugares oscuros a elevadas temperaturas y ante la presencia de polluelos huérfanos piando lastimeramente se consigue despertar en ellas el instinto maternal incluso en razas que habitualmente no se encluecan.
La retirada diaria de los huevos puestos dejándolos fuera de la vista de las gallinas contribuye a evitar la cloquera no solamente en la aves domésticas sino también en las especies silvestres, y así hace que las aves continúen poniendo huevos durante más tiempo del que lo harían en estado natural.
No todas las especies silvestres pueden ser inducidas a continuar poniendo huevos durante más tiempo, pero eso constituye evidentemente un factor importante para aumentar la producción de huevos de las aves en cautiverio.

## Base fisiológica
La cloquera se debe a la secreción por el lóbulo anterior de la hipófisis de la hormona prolactina. La inyección de esta hormona en las gallinas provoca al cabo de varios días interrupción de la puesta de huevos, resorción del vitelo, regresión del ovario (las gallinas tienen sólo el ovario izquierdo) y finalmente cloquera. Sin embargo los intentos de interrumpir la cloquera administrando diversas hormonas han fracasado, ya una vez que se instala dicho estado requiere de un tiempo para revertirse.
La inyección de prolactina inhibe la producción de la hormona gonadotropina estimulante de los folículos ováricos, cuya hormona se produce en el lóbulo anterior de la hipófisis.
El hecho de que los capones puedan empollar a los polluelos demuestra que la cloquera no queda limitada a las hembras. Pero éstos no empollan los huevos.
En contra de la opinión común, la temperatura de la gallina clueca difiere muy poco de la de las gallinas que ponen. Es cierto que las cluecas tienen el pecho más caliente, pero esto es debido al aumento de la vascularización en dicha zona provocada por unos enrojecimientos de la piel llamados "manchas de cloquera".

## Base genética
El hecho de que la cloquera se manifiesta más en unas razas de gallinas que en otras es una prueba de que se trata de un carácter hereditario. Las razas Cochinchina, Cornish y Silkie tienen tendencia a la cloquera, incluso aceptando huevos de otras especies como codornices, faisanes, pavos o gansos. En algunas razas como en la White Leghorn la cloquera es sumamente rara.
Pero se conoce muy poco sobre cómo se hereda este carácter. En algunos estudios de cruzamientos los resultados favorecen la hipótesis de genes complementarios. Otros resultados favorecen la hipótesis de la herencia por genes ligados al sexo, mientras que otros resultados favorecen la herencia por la vía materna. Los diferentes estudios se han realizado utilizando distintas razas de aves, por lo que no hay contradicción alguna en estos resultados. Lo cierto es que la selección tiene éxito en reducir la proporción de cluecas en poblaciones de aves.